# Mézidon-Canon
Mézidon-Canon là một xã ở tỉnh Calvados, thuộc vùng Normandie ở tây bắc nước Pháp.

## Dân số
| Năm | 1962  | 1968  | 1975  | 1982  | 1990  | 1999  |
| --- | ----- | ----- | ----- | ----- | ----- | ----- |
| Dân số | 3 335 | 3 388 | 4 123 | 4 571 | 4 622 | 4 713 |
| From the year 1962 on: No double counting—residents of multiple communes (e.g. students and military personnel) are counted only once. |       |       |       |       |       |       |